# Vojtěch Kodet
Cyril Vojtěch Kodet (* 20. května 1956, Malý Beranov) je český římskokatolický kněz, teolog, generální delegát Karmelitánského řádu v České republice, bývalý exorcista, exercitátor, autor české duchovní literatury a přednášek na kazetách.

## Život
Po absolvování sedmiletého gymnázia v Jihlavě vystudoval teologii a roku 1982 byl vysvěcen na kněze. Již na začátku svých teologických studií se seznámil s činností karmelitánského řádu, který působil v době komunistického režimu v podzemí. Členem řádu se stal v roce 1976. Začátkem osmdesátých let se přiblížil začínajícímu hnutí charismatické obnovy (CHO), nyní je členem jeho národního týmu.
Po vysvěcení na kněze působil jako kaplan v brněnské diecézi (Pozořice, Jedovnice, Brno-Zábrdovice a Velké Meziříčí). V roce 1988 byl ustanoven farářem ve farnostech Biskupice a Radkovice u Hrotovic.
V roce 1990 se stal prvním převorem a novicmistrem obnoveného kláštera karmelitánů v Kostelním Vydří u Dačic, současně sloužil jako farář v Kostelním Vydří a dvou přilehlých farnostech. Od roku 1989 byl také konzultorem a členem kněžské rady při brněnském biskupství. V roce 1991 stál společně s Janem Fatkou u zrodu Karmelitánského nakladatelství.
Od roku 2000 studoval spirituální teologii na Papežském institutu spirituality Teresianum v Římě, v roce 2005 obhájil doktorát z teologie. Od roku 2002 externě vyučuje na Cyrilometodějské teologické fakultě Univerzity Palackého v Olomouci. Od roku 2003 je generálním delegátem (představeným) Řádu bratří blahoslavené Panny Marie Karmelské (karmelitánů) v České republice. Kromě toho se věnuje přednáškové a formační činnosti (mj. i ve spolupráci s TV NOE), duchovnímu doprovázení, vedení exercicií či přípravě akcí charismatické obnovy (CHO) – například táborů pro mládež JUMP.
Jako exorcista přestal působit podle svých slov proto, že „nemůže dělat vše“ – je představeným bratří karmelitánů, dává exercicie, vyučuje a slouží jako každý jiný kněz. Když je potřeba, modlí se za rozvázání od působení zlého, což může dělat každý kněz, ale nepoužívá už takzvaný slavný exorcismus, k němuž je třeba pověření biskupa. V roce 2011 s ním Jan Rendl v rámci studia na FAMU natočil krátký film Zkušenost exorcisty, v němž Kodet líčí svoji zkušenost; snímek je proložený citacemi z knihy Zkušenosti exorcisty od Raula Salvucciho, která vyšla v Karmelitánském nakladatelství v roce 1999.

## Knihy
Seznam Kodetových vydaných publikací:
- Svatodušní novéna. Kostelní Vydří: Karmelitánské nakladatelství, 2000, 47 s. ISBN 80-7192-447-4
- Velké jubileum s Vojtěchem Kodetem. Kostelní Vydří: Karmelitánské nakladatelství, 2000, 90 s. ISBN 80-7192-480-6
- O eucharistii s Vojtěchem Kodetem. Kostelní Vydří: Karmelitánské nakladatelství, 2005, 95 s. ISBN 80-7192-960-3
- Mariánské modlitby (uspořádal V.K.). Kostelní Vydří: Karmelitánské nakladatelství, 2006, 359 s. ISBN 80-7195-051-3
- Marta a Marie trochu jinak: jak žít s Bohem v bezbožném světě. Kostelní Vydří: Karmelitánské nakladatelství, 2007, 133 s. ISBN 978-80-7195-175-9
- Jeho rány nás uzdravily: křížová cesta. Kostelní Vydří: Karmelitánské nakladatelství, 2008, 71 s. ISBN 978-80-7195-234-3
- Učednictví. Kostelní Vydří: Karmelitánské nakladatelství, 2009, 91 s. ISBN 978-80-7195-353-1
- Hledám tvou tvář. Kostelní Vydří: Karmelitánské nakladatelství, 2011. ISBN 978-80-7195-570-2
- Novéna za evangelizaci národa na přímluvu sv. Cyrila a Metoděje. Kostelní Vydří: Karmelitánské nakladatelství, 2011. ISBN 978-80-7195-707-2
- Vánoční radost. Kostelní Vydří: Karmelitánské nakladatelství, 2014, 16 s. ISBN 978-80-7195-834-5
- Přežít nebo prožít mši svatou. Kostelní Vydří: Karmelitánské nakladatelství, 2015, 120 s. ISBN 978-80-7195-690-7
- Novéna k Ježíši Kristu, Tváři Božího milosrdenství. Kostelní Vydří: Karmelitánské nakladatelství, 2015, ISBN 978-80-7195-884-0
- Novéna k Neposkvrněnému Srdci Panny Marie. Kostelní Vydří: Karmelitánské nakladatelství, 2017. 77s. ISBN 978-80-7566-021-3

## Kazety
- Duchovní život 1–4
- Evangelizace a modlitba 1–4
- Homilie 1–5
- Když jsem slabý, tehdy jsem silný
- Křesťanská víra a okultismus
- Křesťanská výchova 1–3
- Křesťanské manželství
- Panna Maria, Matka církve 1–4
- Rozhodnutí pro Boha
- Přijď Duchu svatý 1–4
- Abba Otče 1–3
- Velké jubileum vtělení 1–3
- Svatodušní obnova (2014)